# 深澳
深澳，是新北市瑞芳區的一個地名，位於該區北部。相較於今日行政區，其範圍大致包括深澳里、瑞濱里。

## 歷史

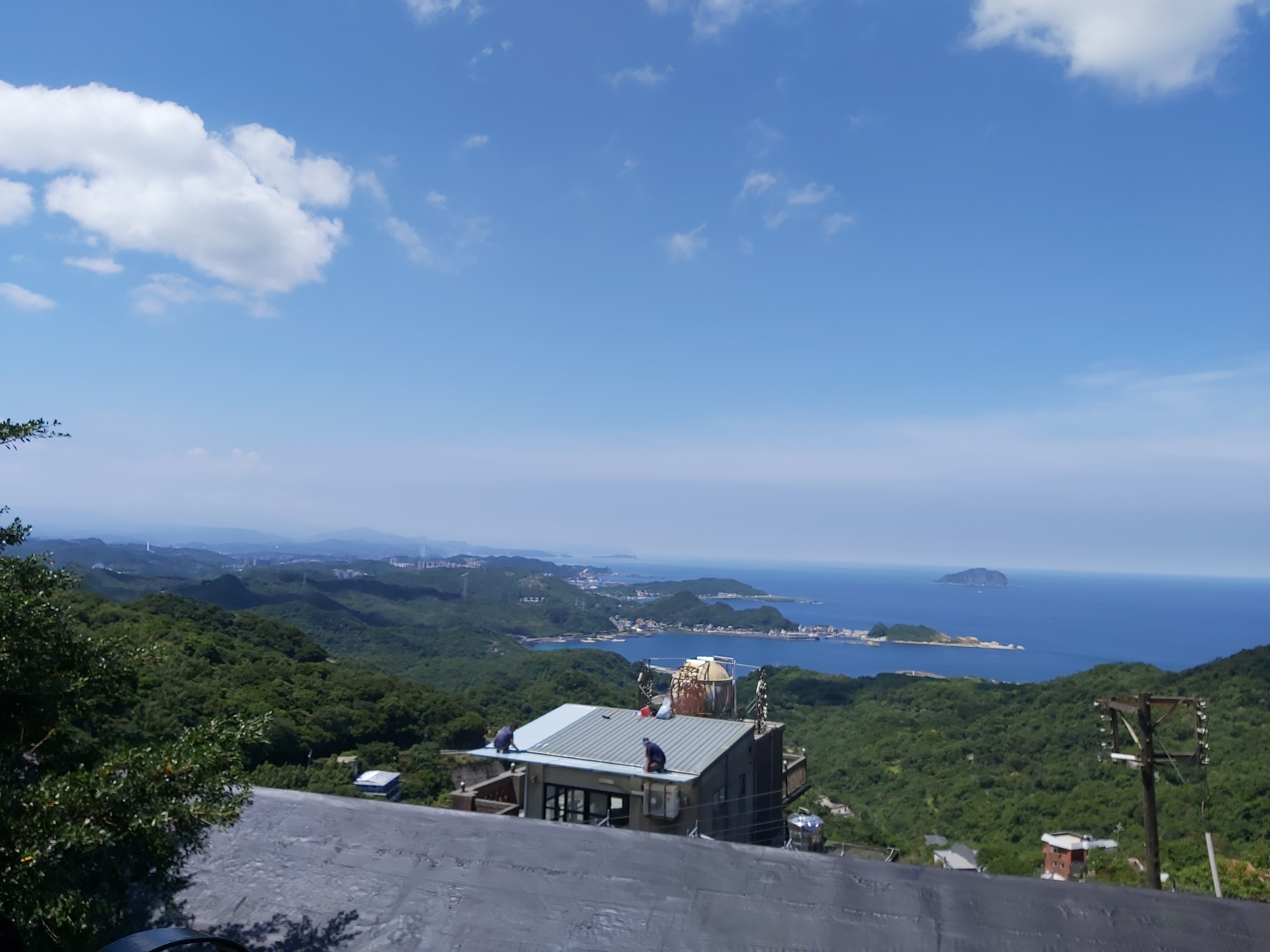
遠眺深澳漁港（九份視角）

清朝末期，深澳地區為一街庄，稱為「深澳庄」，隸屬於基隆堡。該庄東北臨海，東南與焿仔藔庄為鄰，南邊為柑林瀨庄，西南邊為龍潭堵庄，西北邊為八斗仔庄。
1901年（明治三十四年）11月，該庄隸屬於基隆廳，編入第三區。1905年（明治三十八年）7月，第三區改名「瑞芳區」。1920年（大正九年），該庄改制為「深澳」大字，隸屬於臺北州基隆郡瑞芳街。
日本戰敗後，中華民國政府將瑞芳街改制為瑞芳鎮，隸屬於臺北縣，大字亦改制為里。2010年12月，臺北縣升格為新北市，瑞芳鎮改制為瑞芳區。

## 交通
省道台62線即東西向快速公路－萬里瑞濱線，東側端點瑞濱端交流道即在深澳地區東部海邊與省道台2線連接處，由此往西可至四腳亭交流道接省道台62甲線以通往基隆，或至大華系統交流道接國道1號以通往台北、桃園、新竹及中南部各地。
在聯外平面道路方面，省道台2線即北部濱海公路，往西可至基隆、金山、石門、淡水等地，往東可至宜蘭縣的頭城、蘇澳等地。省道台2丁線東側端點亦在本地區東部與其主線交會處，由此往西南可至瑞芳市區（龍潭堵），或轉往西續行可至暖暖、八堵，最終連接省道台5線。

## 學校
- 瑞濱國小

## 景點
- 深澳岬角